# Rhagada gibbensis
Rhagada gibbensis é uma espécie de gastrópode da família Camaenidae.
É endémica da Austrália.